# Лерум (община)
Община Лерум (на шведски: Lerums kommun) е разположена в лен Вестра Йоталанд, югозападна Швеция с обща площ 310 km2 и население 39 319 души (към 31 декември 2013). Административен център на община Лерум е едноименния град Лерум.